# Ясберень
Ясберень — місто в Угорщині, у медьє Яс-Надькун-Сольнок. Населення — 26 372 жителів (станом на 2015 рік). Розташоване в центральній частині країни за 50 км на схід від Будапешту, на річці Задьва (притока Тиси). Адміністративний центр району.
Засновано в XIII столітті іранською народністю яси, спорідненою з осетинами-аланами. Довгий час було їхнім головним населеним пунктом. Також заселялися кочовими племенами берендеями, прийшлими з Київської Русі.